# Pentti Talvitie
Aarni Pentti Juhani Talvitie, född 1 mars 1922 i Helsingfors, död där 14 september 2003, var en finländsk diplomat. 
Talvitie var under kriget anställd vid Statens informationsverk 1941–1944. Han studerade i Frankrike och var 1947–1949 anställd vid franska radions finska redaktion. Han blev politices kandidat 1950 och antogs samma år till utrikesförvaltningen, där hans språkbegåvning och erfarenhet ledde till viktiga och snart ledande poster. Han var 1953–1954 attaché vid handelsrepresentationen i Köln och 1959–1963 legationssekreterare i London. Efter två år som biträdande avdelningschef vid utrikesministeriet utnämndes han 1965 till ambassadör vid FN-representationen i Genève. Direkt efter denna post blev han 1970 ambassadör i Bryssel och EG, vilket krävde goda insikter i handelspolitiska frågor. Höjdpunkten i hans karriär var undertecknandet av EEC-avtalet 1973; han hade väsentligen bidragit till dess tillkomst. Han återkom som ambassadör i Bryssel 1985 fram till sin pensionering 1989. Under tiden var han beskickningschef i Bonn (1977–1979), Lissabon (1979–1984) och Mexico City (1984–1985).
Talvitie var till sin framtoning en klassisk diplomat, som lätt vann utländska kollegers förtroende. Hans rapportering var i några fall direkt avgörande för statsledningens agerande, som då han i december 1971 gjorde presidenten uppmärksam på att Västtyskland hade uttryckt misstankar om att Finland skulle komma att försöka höja Östtysklands status i samband med förberedelserna för Europeiska säkerhetskonferensen. I så fall skulle Västtyskland inte acceptera Helsingfors som konferensstad. Urho Kekkonen agerade snabbt, tre dagar senare meddelade han den sovjetiske ambassadören i Helsingfors att säkerhetskonferensen var viktigare än försöken att skynda på ett erkännande av de båda tyska staterna.